# Filippo Mannucci
Filippo Mannucci (ur. 20 lipca 1974 w Livorno) – włoski wioślarz.
Czterokrotny mistrz świata w czwórce podwójnej wagi lekkiej. Pierwsze mistrzostwo świata zdobył na Mistrzostwach Świata w Lucernie w latach 2002−2003 obronił tytuł mistrza świata. W 2004 roku stracił tytuł mistrza świata. Na kolejnych Mistrzostwach Świata w Gifu odzyskał tytuł mistrza świata.
Indywidualnie startował bez powodzenia w Mistrzostwach Europy zajmując 11. miejsce.

## Osiągnięcia
- Mistrzostwa Świata – St. Catharines 1999 – jedynka wagi lekkiej – 12. miejsce[1].
- Mistrzostwa Świata – Lucerna 2001 – czwórka podwójna wagi lekkiej – 1. miejsce[1].
- Mistrzostwa Świata – Sewilla 2002 – czwórka podwójna wagi lekkiej – 1. miejsce[1].
- Mistrzostwa Świata – Mediolan 2003 – czwórka podwójna wagi lekkiej – 1. miejsce[1].
- Mistrzostwa Świata – Gifu 2005 – czwórka podwójna wagi lekkiej – 1. miejsce[1].
- Mistrzostwa Europy – Ateny 2008 – jedynka – 11. miejsce[1].